# Olaf Bunke
Olaf Bunke (* 6. Mai 1935 in Berlin; † 30. März 2021) war ein deutscher Mathematiker, Statistiker und Hochschullehrer.

## Leben
Bunkes Eltern emigrierten 1935 nach seiner Geburt aus dem nationalsozialistischen Deutschland nach Argentinien, wo Bunke mit seiner zwei Jahre jüngeren Schwester Tamara aufwuchs. 1952 kehrte die Familie nach Deutschland zurück und zog nach Ost-Berlin. Nach dem Abitur 1954 studierte Bunke an der Humboldt-Universität (HU) Berlin Mathematik und wurde 1960 mit der Arbeit „Neue Konfidenzintervalle für den Parameter der Binomialverteilung“ bei Erna Weber promoviert.
1966 wurde Bunke an der Friedrich-Schiller-Universität Jena habilitiert, wurde 1967 Professor mit Lehrauftrag und war von 1969 bis 2003 ordentlicher Professor für Mathematik und Mathematische Statistik an der HU Berlin. Bunke war außerdem Direktor der Bereiche „Mathematische Methoden in der Ökonomie, Technologie und Planung“, „Operationsforschung“ sowie „Wahrscheinlichkeitstheorie und Mathematische Statistik“ der Sektion Mathematik der HU Berlin.
Von 1964 bis 1970 war Bunke zugleich Bereichsleiter am „Institut für Reine Mathematik“ der Akademie der Wissenschaften der DDR (AdW), dem späteren Zentralinstitut für Mathematik und Mechanik der AdW. 1969 war er Gründer und Chefredakteur der Fachzeitschrift Mathematische Operationsforschung und Statistik, die ab 1976 in der Fachzeitschrift Statistics: A Journal of Theoretical and Applied Statistics aufging.
Bunke war ab 1970 korrespondierendes und ab 1976 ordentliches Mitglied der Akademie der Wissenschaften der DDR. Er war zeitweise verheiratet mit Helga Königsdorf, wurde 2003 emeritiert und lebte in Berlin. Der Mathematiker Ulrich Bunke ist sein Sohn.
Das Grab Bunkes befindet sich auf dem Berliner Zentralfriedhof Friedrichsfelde.

## Werk
Bunkes Arbeitsgebiete umfassten die Wahrscheinlichkeitstheorie und die mathematische Statistik, die Operationsforschung sowie Beiträge zu optimalen Schätzungen bei Regressions- und semiparametrischen Modellen zu Verfahren der Vorhersage und Modellwahl.

## Ehrungen
- 1976 Nationalpreis der DDR II. Klasse

## Schriften (Auswahl)
- Olaf Bunke, Helga Bunke (Hrsg.): Statistical methods of model building. Berlin 1986.
- Olaf Bunke, Helga Bunke (Hrsg.): Nonlinear regression, functional relations and robust methods. 2 Bände Auflage. New York 1989.
- Olaf Bunke: Operationsforschung und mathematische Statistik. Akademie Verlag, Berlin (Schriftenreihe von 1968 bis 1970).
- Olaf Bunke, E. Jolivet (Hrsg.): Gemeinsames Arbeitsseminar „Nichtlineare Regression“. Berlin 1986.